# B in the Mix: The Remixes
A B in the Mix: The Remixes Britney Spears első remixalbuma. 2005. november 22-én jelent meg. Az albumon két új dal szerepel: a Someday (I Will Understand) és az And Then We Kiss. Az album vegyes kritikákban részesült. 2007-ig több mint egymillió példányban kelt el, ezzel minden idők 9. legkelendőbb remixalbuma lett.

## Fogadtatása
Az Egyesült Államokban a slágerlista 134. helyen debütált, az első héten 14 000 példányban kelt el. A Billboard Dance / Elektronikus Albumok listáján a negyedik helyet ért el. Az album 21 hétig szerepelt a slágerlistán. A Nielsen SoundScan szerint az Egyesült Államokban 125 000 példányban kelt el. Japánban a 25. helyet érte el. Az albumból megjelenése óta 1 000 000 példány kelt el, ezzel minden idők kilencedik legtöbb példányban elkelt remixalbuma lett.

## Számok
1. Toxic (Peter Rauhofer Reconstruction Mix) – 6:45
2. Me Against the Music (Justice Remix) (feat. Madonna) – 4:01
3. Touch of My Hand (Bill Hamel Remix) – 5:19
4. Breathe on Me (Jacques Lu Cont’s Thin White Duke Mix) – 3:56
5. I’m a Slave 4 U (Dave Audé Slave Driver Mix) – 5:50
6. And Then We Kiss (Junkie XL Remix) – 4:27
7. Everytime (Valentin Remix) – 3:24
8. Early Mornin’ (Jason Nevins Remix) – 3:38
9. Someday (I Will Understand) (Hi-Bias Signature Radio Remix) – 3:46
10. …Baby One More Time (Davidson Ospina 2005 Remix) – 4:37
11. Don’t Let Me Be the Last to Know (Hex Hector Club Mix) – 8:17

## Slágerlistás helyezések
| Slágerlista (2005)                         | Legjobb helyezés |
| ------------------------------------------ | ---------------- |
| Belgium albumslágerlista                   | 99               |
| Japán albumslágerlista                     | 25               |
| Olasz albumslágerlista                     | 59               |
| USA Billboard Dance / Elektronikus Albumok | 4                |
| USA Billboard 200                          | 134              |

## Key Cuts from Remixed
Hogy promotálják a B in the Mix: The Remixes-t, a Jive Records kiadta a Key Cuts from Remixed című EP-t, melyet leginkább DJ-knek küldtek szét CD lemez és Vynil formában.

## Dallista

### CD
1. And Then We Kiss (Junkie XL Remix)
2. Me Against the Music (közreműködik Madonna)
3. Touch of My Hand (Bill Hamel Remix)
4. Toxic (Peter Rauhofer Reconstruction Mix)
5. Breathe on Me (Jacques Lu Cont's Thin White Duke Mix)

### Vynil
1. Touch of My Hand (Bill Hamel 12" Remix)
2. Toxic (Peter Rauhofer Reconstruction Mix)

### Hosszabb Vynil formában
1. Touch of My Hand (Bill Hamel 12" Remix)
2. Me Against the Music (közreműködik Madonna)
3. Toxic (Peter Rauhofer Reconstruction Mix)
4. Breathe on Me (Jacques Lu Cont's Thin White Duke Mix)